# Saint-Vincent-et-les-Grenadines aux Jeux olympiques d'été de 2020
Saint-Vincent-et-les-Grenadines participe aux Jeux olympiques de 2020 à Tokyo au Japon. Il s'agit de sa 9e participation à des Jeux d'été.

## Athlètes engagés
| Sport      | Hommes | Femmes | Total |
| ---------- | ------ | ------ | ----- |
| Athlétisme | 0      | 1      | 1     |
| Natation   | 1      | 1      | 2     |
| Total      | 1      | 2      | 3     |

## Résultats

### Athlétisme
Saint-Vincent-et-les-Grenadines bénéficie d'une place attribuée au nom de l'universalité des Jeux. Shafiqua Maloney dispute le 800 mètres féminin.
| Athlète          | Épreuve       | 1er tour     | 1er tour | Demi-finale | Demi-finale | Finale   | Finale   |
| Athlète          | Épreuve       | Temps        | Rang     | Temps       | Rang        | Temps    | Rang     |
| ---------------- | ------------- | ------------ | -------- | ----------- | ----------- | -------- | -------- |
| Shafiqua Maloney | 800 m féminin | 2 min 7 s 89 | 7e       | Éliminée    | Éliminée    | Éliminée | Éliminée |

### Natation
Le comité bénéficie de place attribuée au nom de l'universalité des Jeux. 
| Athlète        | Épreuve                  | Série   | Série | Demi-finale | Demi-finale | Finale   | Finale   |
| Athlète        | Épreuve                  | Temps   | Rang  | Temps       | Rang        | Temps    | Rang     |
| -------------- | ------------------------ | ------- | ----- | ----------- | ----------- | -------- | -------- |
| Shane Cadogan  | 50 m nage libre masculin | 24 s 71 | 49e   | Éliminé     | Éliminé     | Éliminé  | Éliminé  |
| Mya de Freitas | 50 m nage libre féminin  | 28 s 57 | 59e   | Éliminée    | Éliminée    | Éliminée | Éliminée |